# Кацпер Мајхшак
Кацпер Кристијан Мајхшак (пољ. Kacper Krystian Majchrzak; Познањ, 22. септембар 1992) пољски је пливач чије примарне дисциплине су спринтерске трке слободним стилом.

## Каријера
Његово прво значајније такмичење на међународној сцени било је Европско јуниорско првенство одржано у јулу месецу 2010. у Хелсинкију где је успео да се пласира у финале трке на 50 метара слободним стилом (у финалу је испливао укупно 6. време). Две године касније успео је да исплива квалификациону норму за наступ на Олимпијским игра, а у Лондону 2012. такмичио се у трци на 50 слободно, те у штафети 4×100 мешовито. 
На светским првенствима први пут је наступио у Казању 2015, међутим није успео да оствари неки запаженији резултат. Две године касније у Будимпешти 2017. остварио је знантно боље резултате, а најбољи пласман, 9. место у полуфиналу, остварио је у трци на 200 слободно где га је свега 0,12 секунди делило од првог великог појединачног финала у каријери. Пливао је и у две штафете, а као члан штафете 4×200 слободно освојио је укупно 7. место у финалу. 
Учестовао је и на ЛОИ 2016. у Рију где је пливао у све три мушке штафете, те у појединачној трци на 200 слободно коју је окончао на укупно десетом месту у полуфиналу са временом новог националног рекорда (у времену 1:46,30 минута).
Прву медаљу на великим такмичењима је освојио на Европском првенству у Глазгову 2018, где је као члан пољске штафете на 4×100 слободно освојио бронзану медаљу. 
Такмичио се и на светском првенству у корејском Квангџуу 2019, где је наступио у пет дисциплина (19. и 23. место у квалификацијама трка на 100 и 200 метара слободним стилом). 